# 枋準長旋螺
枋准长旋螺（学名：Fusinus longicaudus）是新腹足目細帶螺科纺锤螺属的一种。

## 分佈
主要分布于越南、韩国、台湾，常栖息在潮间带礁岩地区。